# Liste der Kulturdenkmale in Walldürn
In der Liste der Kulturdenkmale in Walldürn sind unbewegliche Bau- und Kunstdenkmale aller Stadtteile von Walldürn aufgeführt. Grundlage für diese Liste ist die vom Regierungspräsidium Karlsruhe herausgegebene Liste der Bau- und Kunstdenkmale mit Stand vom 15. Februar 2012.
Diese Liste ist nicht rechtsverbindlich. Eine rechtsverbindliche Auskunft ist lediglich auf Anfrage bei der Unteren Denkmalschutzbehörde der Stadt Walldürn erhältlich.

## Allgemein
- Bild: Zeigt ein ausgewähltes Bild aus Commons, „Weitere Bilder“ verweist auf die Bilder im Medienarchiv Wikimedia Commons.
- Bezeichnung: Nennt den Namen, die Bezeichnung oder die Art des Kulturdenkmals.
- Lage: Straßenname und Hausnummer oder Flurstücknummer des Kulturdenkmals, gegebenenfalls auch den Ortsteil. Die Grundsortierung der Liste erfolgt nach dieser Adresse. Der Link (Karte) führt zu verschiedenen Kartendiensten mit der Position des Kulturdenkmals. Fehlt dieser Link, wurden die Koordinaten noch nicht eingetragen. Sind diese bekannt, können sie über ein Tool mit einer Kartenansicht einfach nachgetragen werden. In dieser Kartenansicht sind Kulturdenkmale ohne Koordinaten mit einem roten bzw. orangen Marker dargestellt und können durch Verschieben auf die richtige Position in der Karte mit Koordinaten versehen werden. Kulturdenkmale ohne Bild sind an einem blauen bzw. roten Marker erkennbar.
- Datierung: Baubeginn, Fertigstellung, Datum der Erstnennung oder grobe zeitliche Einordnung entsprechend des Eintrags in der zuständigen Denkmaldatenbank (Landesamt für Denkmalpflege Baden-Württemberg).
- Beschreibung: Kurzcharakteristik des Kulturdenkmals.

## Bau- und Kulturdenkmale der Stadt Walldürn

### Walldürn (Kernstadt)
Bau-, Kunst- und Kulturdenkmale in der Kernstadt Walldürn (mit dem Wohnplatz Im Rippberger Tal am Marsbach):
| Bild           | Bezeichnung                                                      | Lage                                     | Datierung       | Beschreibung | ID |
| -------------- | ---------------------------------------------------------------- | ---------------------------------------- | --------------- | --- | -- |
|                | Kinder- und Jugendheim St. Kilian                                | Adolf-Kolping-Straße 29 (Karte)          | 1858            | Erzbischöfliches Kinder- und Jugendheim St. Kilian Walldürn. |    |
|                | Schreinerskapelle oder Laurentiuskapelle                         | Boschstraße (Karte)                      | 1726            | Kapelle, „Schreinerskapelle“, „Laurentiuskapelle“, 1726, verputztes Mauerwerk, Sandstein, kleines, begehbares Gebäude, rechteckiger Grundriss, Satteldach, Heilig Blut, Inschrift: (um das runde Fenster) GOTT VND DEM HEILDEN BLVDT ZV LOB VND EHR DIESEN KABELEN AVFF / RICHTEN LASEN ANNA MARIA KVHNIN HANS ADAM KUHN WIDIBS / AO 1726 (Türsturz) RENOVAT ARD SPIES ET IV KVHN ADO 1764 (Altar) Daß heilig blut / herr Jesu Christ zu / Waltürn in corperal / ist AMK.; ZEEK-Nr. 6968-60-035.                                                                  |    |
|                | Wasserschloss                                                    | Burgstraße 3 (Karte)                     | 13. Jh.         | Ehem. Wasserschloss (heute Finanzamt), hufeisenförmiger, viergeschossiger Putzbau mit Eckquaderung unter Walm- bzw. Krüppelwalmdach, ostseitig Treppenaufgang mit massiver Brüstung, südlich Reste des ehemaligen Burgfrieds, im Kern 13. Jahrhundert, im 15./16. Jh. (unter anderem 1492) ausgebaut, 1865 Gräben zugeschüttet, Umfeld und Bau verändert, zugehörig Mauer. |    |
| Weitere Bilder | Wallfahrtsbasilika St. Georg                                     | Burgstraße 13, 15 Kirchenstieg 8 (Karte) | 14. Jh.–15. Jh. | Katholische Wallfahrts- und Pfarrkirche St. Georg, einschiffiger Raum mit Querschiff, Seitenkapellen, Emporen und polygonalem Chor, letzterer von zwei Osttürmen flankiert, überaus reiche und qualitätvolle Ausstattung (u. a. Heiligblutaltar), Chor und Teile des Querschiffes 14./15. Jahrhundert bzw. frühes 17. Jahrhundert, Langhaus mit Westfassade spätes 17. und frühes 18. Jahrhundert, Kirchhof mit Treppenanlagen, Terrassen und Umfassungsmauern (Sachgesamtheit mit Stützmauer, Hochkreuz, Gedenkstein und Lourdeskapelle).                        |    |
|                | Kapelle                                                          | Burgstraße 15 (Karte)                    | 19. Jh.         | Lourdeskapelle, Grotte, Holzstatuen, Kalk- u. Tuffsteinwand, Sandsteinmauerwerk, Schieferdach, hallenähnlicher, offener, großzügiger Überbau, Marienstatue, Statue der Bernadette, sechs Kniebänke, Votivtäfelchen, 19. Jh.; ZEEK-Nr. 6968-60-079. |    |
|                | Rathaus                                                          | Hauptstraße 27 (Karte)                   | 17. Jh.         | Rathaus, zweigeschossig, Fachwerktraufenhaus mit Krüppelwalmdach und sechsseitigem Dachreiter (Glockentürmchen), Erdgeschoss in Werkstein, beidseitig vorspringende Giebelfelder auf Knaggen, Erdgeschoss und Rückseite Mitte 19. Jahrhundert umgebaut, Obergeschoss mit Dachausbau wohl ursprünglich 17. Jahrhundert. |    |
|                | Schalkbrunnen                                                    | Hauptstraße 27 (Karte)                   |                 | Schalkbrunnen |    |
| Weitere Bilder | Stadt- und Wallfahrtsmuseum Walldürn (Gasthaus „Goldener Engel“) | Hauptstraße 39 (Karte)                   | 1588            | Ehemaliges Gasthaus Zum Güldenen Engel, später Wachszieherei Ehmann, heute Heimatmuseum (Stadt- und Wallfahrtsmuseum), zweigeschossiger, verputzter Spätrenaissancebau mit hohem Satteldach und Eckquaderung, traufseitig Anbau mit Fachwerkkonstruktion, zwei Kellerrundbögen, giebelseitig Massivtürstock mit Segmentbogen, bezeichnet auf der Tafel über Türsturz 1588. |    |
|                | Bildstock                                                        | Hauptstraße 39                           | 1563            | Im Museum aufbewahrter Bildstock 1/8. Nischenbildstock, 1563 (bez. an der Nischenunterkante), roter Sandstein, Rest eines vierkantigen Schaftes mit Nischenkopfteil, Cruzifixus. |    |
|                | Bildstock                                                        | Hauptstraße 39                           | 16. Jh.         | Im Museum aufbewahrter Bildstock 2/8. Fragment eines Nischenbildstocks, 16. Jh., roter Sandstein, Nischenkopfteil, Cruzifixus. |    |
|                | Bildstock                                                        | Hauptstraße 39                           | um 1600         | Im Museum aufbewahrter Bildstock 3/8. Nischenbildstock, um 1600, gelber Sandstein, vierkantiger Schaft, Nischenkopfteil, Kruzifix mit Adorant. |    |
|                | Bildstock                                                        | Hauptstraße 39                           | 18. Jh.         | Im Museum aufbewahrter Bildstock 4/8. Fragment eines Nischenbildstocks, 1. Hälfte 18. Jh., roter Sandstein, Rest des Schaftes mit Nischenkopfteil, Kruzifix. |    |
|                | Bildstock                                                        | Hauptstraße 39                           | 18. Jh.         | Im Museum aufbewahrter Bildstock 5/8. Fragment eines Kreuzdachbildstocks, 2. Viertel 18. Jh., roter Sandstein, Kopfteil, Pieta (vorne), Bischof Valentinus (links), Heiliger mit Kreuz (rechts). |    |
|                | Bildstock                                                        | Hauptstraße 39                           | 18. Jh.         | Im Museum aufbewahrter Bildstock 6/8. Fragment einer Relieftafel, 18. Jh., heller Sandstein, Kruzifix. |    |
|                | Bildstock                                                        | Hauptstraße 39                           | 18. Jh.         | Im Museum aufbewahrter Bildstock 7/8. Fragment einer Relieftafel, 18. Jh., roter Sandstein, zwei Reststücke, Heilig Blut. |    |
|                | Bildstock                                                        | Hauptstraße 39                           | 1851            | Im Museum aufbewahrter Bildstock 8/8. Fragment eines Tafelbildstocks „Schwobebild“, 1851, heller Sandstein, Relieftafelaufsatz, Heilig Blut, Inschrift: (auf dem heute nicht mehr vorhandenem Sockel) Gestiftet 1851 von den hierher wallenden Schwaben aus den Ämtern Ellwangen, Aalen und Schwäbisch Gemünd. |    |
|                | Gaukels Kapellchen                                               | Hornbacher Straße 1 (Karte)              | 1866            | Kapelle, „Gaukels Kapellchen“, 1866, verputztes Mauerwerk, kleines, begehbares Gebäude mit rechteckigem Grundriss, mit Zeltdach; ZEEK-Nr. 6968-60-067. |    |
|                | Schulhaus                                                        | Keimstraße 18 (Karte)                    | um 1910         | Schule, heute Grund-, Musikschule und VHS, dreigeschossiger, L-förmiger Werksteinbau mit Mittelrisalit, Walmbedachung und Dachreiter, um 1910, Ummauerung. |    |
|                | Kapuzinerkloster Walldürn                                        | Klosterstraße 14 (Karte)                 | 1628/1655       | Die Grundsteinlegung des Klosters erfolgte im 17. Jahrhundert. 1842 erfolgte der Abriss der meisten Gebäude; ein kleiner Teil der Anlage besteht heute noch als Wohngebäude fort. | BW |
|                | Fiegerskapelle                                                   | L 577 (bei) (Karte)                      | 1882            | Kapelle, „Fiegerskapelle“, 1882, roter Sandstein, Sandsteinmauerwerk, kleines, begehbares Gebäude von rechteckigem Grundriss, mit Satteldach, Pieta-Statue, Statue des Hl. Antonius von Padua, Inschrift (Türsturz); ZEEK-Nr. 6968-60-072. |    |
| Weitere Bilder | 1. Kreuzwegstation                                               | Märzenbrünnlein (Karte)                  |                 | Kreuzwegstation 01/14: 1. Kreuzwegstation des vierzehn Stationen umfassenden Kreuzwegs zur „Kapelle am Märzenbrünnlein“. |    |
| Weitere Bilder | 2. Kreuzwegstation                                               | Märzenbrünnlein (Karte)                  |                 | Kreuzwegstation 02/14: 2. Kreuzwegstation des vierzehn Stationen umfassenden Kreuzwegs zur „Kapelle am Märzenbrünnlein“. |    |
| Weitere Bilder | 3. Kreuzwegstation                                               | Märzenbrünnlein (Karte)                  |                 | Kreuzwegstation 03/14: 3. Kreuzwegstation des vierzehn Stationen umfassenden Kreuzwegs zur „Kapelle am Märzenbrünnlein“. |    |
| Weitere Bilder | 4. Kreuzwegstation                                               | Märzenbrünnlein (Karte)                  |                 | Kreuzwegstation 04/14: 4. Kreuzwegstation des vierzehn Stationen umfassenden Kreuzwegs zur „Kapelle am Märzenbrünnlein“. |    |
| Weitere Bilder | 5. Kreuzwegstation                                               | Märzenbrünnlein (Karte)                  |                 | Kreuzwegstation 05/14: 5. Kreuzwegstation des vierzehn Stationen umfassenden Kreuzwegs zur „Kapelle am Märzenbrünnlein“. |    |
| Weitere Bilder | 6. Kreuzwegstation                                               | Märzenbrünnlein (Karte)                  |                 | Kreuzwegstation 06/14: 6. Kreuzwegstation des vierzehn Stationen umfassenden Kreuzwegs zur „Kapelle am Märzenbrünnlein“. |    |
| Weitere Bilder | 7. Kreuzwegstation                                               | Märzenbrünnlein (Karte)                  |                 | Kreuzwegstation 07/14: 7. Kreuzwegstation des vierzehn Stationen umfassenden Kreuzwegs zur „Kapelle am Märzenbrünnlein“. |    |
| Weitere Bilder | 8. Kreuzwegstation                                               | Märzenbrünnlein (Karte)                  |                 | Kreuzwegstation 08/14: 8. Kreuzwegstation des vierzehn Stationen umfassenden Kreuzwegs zur „Kapelle am Märzenbrünnlein“. |    |
| Weitere Bilder | 9. Kreuzwegstation                                               | Märzenbrünnlein (Karte)                  |                 | Kreuzwegstation 09/14: 9. Kreuzwegstation des vierzehn Stationen umfassenden Kreuzwegs zur „Kapelle am Märzenbrünnlein“. |    |
| Weitere Bilder | 10. Kreuzwegstation                                              | Märzenbrünnlein (Karte)                  |                 | Kreuzwegstation 10/14: 10. Kreuzwegstation des vierzehn Stationen umfassenden Kreuzwegs zur „Kapelle am Märzenbrünnlein“. |    |
| Weitere Bilder | 11. Kreuzwegstation                                              | Märzenbrünnlein (Karte)                  |                 | Kreuzwegstation 11/14: 11. Kreuzwegstation des vierzehn Stationen umfassenden Kreuzwegs zur „Kapelle am Märzenbrünnlein“. |    |
| Weitere Bilder | 12. Kreuzwegstation                                              | Märzenbrünnlein (Karte)                  |                 | Kreuzwegstation 12/14: 12. Kreuzwegstation des vierzehn Stationen umfassenden Kreuzwegs zur „Kapelle am Märzenbrünnlein“. |    |
| Weitere Bilder | 13. Kreuzwegstation                                              | Märzenbrünnlein (Karte)                  |                 | Kreuzwegstation 13/14: 13. Kreuzwegstation des vierzehn Stationen umfassenden Kreuzwegs zur „Kapelle am Märzenbrünnlein“. |    |
| Weitere Bilder | 14. Kreuzwegstation                                              | Märzenbrünnlein (Karte)                  |                 | Kreuzwegstation 14/14: 14. Kreuzwegstation des vierzehn Stationen umfassenden Kreuzwegs zur „Kapelle am Märzenbrünnlein“. |    |
|                | Kapelle am Märzenbrünnlein                                       | Märzenbrünnlein (Karte)                  | 1899–1900       | Kapelle, „Kapelle am Märzenbrünnlein“, 1899/1900, Sandsteinmauerwerk, begehbares Gebäude, rechteckiger Grundriss mit runder Apsis, Satteldach, Dachreitertürmchen, Altar, Rundbogentür, vier Rundbogenfenster, Pieta, Engel mit Veronikagesicht, Engel mit Dornenkrone, Marienstatue, Christus- und Marienbilder; ZEEK-Nr. 6968-60-074. |    |
|                | Kapelle Maria Rast                                               | Pater-Josef-Eckstein-Straße 21 (Karte)   |                 | Kapelle Maria Rast |    |
|                | Friedenskapelle                                                  | Würzburger Straße 19 (Karte)             | 1919            | „Friedenskapelle“, 1919 (bez. über der Tür), verputztes Mauerwerk, Schieferdach, roter Sandstein, Begehbares Gebäude, achteckiger Grundriss, runde Apsis, Dachreitertürmchen, Altar mit Kruzifix, vier Rundbogenfenster, Rundbogentür, Kruzifix mit Strahlenkranz, Inschrift: (rechts hinten an der Buntsandsteinkante) Am 9. Juli 1953 / wurde diese Kapelle / dem Erzbischöflichen / Kinderheim St. Kilian / zur Pflege für ewige Zeiten übereignet / Erbaut / v. Oskar Stalf u. sr. Gattin Emmy / 1919 (Fenster) F. X. Zeitler, München; ZEEK-Nr. 6968-60-075. |    |
|                | Deportationsmahnmal                                              | (Karte)                                  |                 | Mahnmal für die am 22. Oktober 1940 in das Konzentrationslager Gurs deportierten Walldürner Juden. Eine Kopie befindet sich beim Zentralen Mahnmal Neckarzimmern |    |

### Altheim
Bau-, Kunst- und Kulturdenkmale in Altheim (mit dem Dorf Altheim, den Höfen Dörntal und Kudach und dem Wohnplatz Untermühle):
| Bild | Bezeichnung          | Lage                             | Datierung | Beschreibung | ID |
| ---- | -------------------- | -------------------------------- | --------- | --- | -- |
|      | Valentinus-Bildstock | Baulandstraße 12 (Karte)         |           | Valentinus-Bildstock |    |
|      | Bildstock            | Baulandstraße 15-17 (Karte)      |           | Bildstock |    |
|      | Bildstock            | Baulandstraße 47 (Karte)         |           | Bildstock |    |
|      | Bildstock            | Baulandstraße 58 (Karte)         |           | Bildstock |    |
|      | Bildstock            | Baulandstraße 71 (Karte)         |           | Bildstock |    |
|      | St. Valentin         | Baulandstraße 77 (Karte)         | 1826      | Katholische Pfarrkirche St. Valentin, spätbarocker Bau mit halbrundem Chor und Westturmfassade, erbaut 1826, erhaltenswerte Ausstattung, teils vom Vorgängerbau (Sachgesamtheit mit ummauertem Friedhof, Sandsteinkreuz von 1853 und Bildstock von 1827).                                                                                          |    |
|      | Mariensäule          | Baulandstraße 77 (Karte)         | 1827      | Mariensäule auf Sockel, roter Sandstein, Sockel mit Abdeckplatte, Säule mit Plinthe und Kapitell, Statue der Maria Immaculata, Inschrift, 1827; ZEEK-Nr. 6968-61-032. |    |
|      | Steinkreuz           | Baulandstraße 77                 | 1853      | Großes Sandsteinkreuz von 1853. |    |
|      | Bildstock            | Baulandstraße 89 (Karte)         |           | Bildstock |    |
|      | Bildstock            | Baulandstraße 101 (Karte)        |           | Bildstock |    |
|      | Wegkreuz             | Dörntal (Karte)                  |           | Wegkreuz |    |
|      | Marienkapelle        | Erfelder Straße 1 (Karte)        | 19. Jh.   | Kapelle, Marienkapelle, Kalksteinmauerwerk, begehbares Gebäude, rechteckiger Grundriss, in oktogonale Apsis übergehend, Pieta, Kruzifix und zwei Engel (Altar), Hl. Franziskus, Hl. Johannes von Nepomuk auf Konsolen, 19. Jh.; ZEEK-Nr. 6968-61-044.                                                                                              |    |
|      | Bildstock            | Gerichtstetter Straße 7 (Karte)  |           | Bildstock |    |
|      | Bildstock            | Gerichtstetter Straße 13 (Karte) |           | Bildstock |    |
|      | Kapelle              | Kudacher Hof 3 a (Karte)         | 1797      | Kapelle, 1797, Mauerwerk aus Sandstein und Kalkstein, Holzdachreiter, rechteckiger Grundriss mit oktogonaler Apsis und entsprechendem Dach, vorne bündig ein Dachreitertürmchen aufsitzend, Fenster leider erneuert, Inschrift über Türsturz 1/7/9/7/ +, an Südseite noch flacher Sockel als Grundstücksabgrenzung erhalten; ZEEK-Nr. 6968-61-025. |    |
|      | Bildstock            | Rinschheimer Straße 4 (Karte)    |           | Bildstock |    |
|      | Bildstock            | Rinschheimer Straße 10 (Karte)   |           | Bildstock |    |
|      | Bildstock            | Schafäcker (Gewann) (Karte)      |           | Bildstock |    |
|      | Bildstock            | Schafäcker (Gewann) (Karte)      |           | Bildstock |    |
|      | Wegkreuz             | Schafäcker (Gewann) (Karte)      |           | Wegkreuz |    |
|      | Wegkreuz             | Schaltalweg 38 (Karte)           |           | Wegkreuz |    |
|      | Bildstock            | Tränk (Gewann) (Karte)           |           | Bildstock |    |

### Gerolzahn
Bau-, Kunst- und Kulturdenkmale in Gerolzahn (mit dem Dorf Gerolzahn, dem Gehöft Kummershof und dem Wohnplatz Bahnstation Gerolzahn):
| Bild | Bezeichnung    | Lage                                             | Datierung | Beschreibung | ID |
| ---- | -------------- | ------------------------------------------------ | --------- | --- | -- |
|      | Bildstock      | L 518 (bei) (Karte)                              |           | Bildstock |    |
|      | Bildstock      | Lindenstraße 10 (nach) (Karte)                   |           | Bildstock nach dem Haus an der Lindenstraße 10 in Richtung Reinhardsachsen. |    |
|      | Mariä Opferung | Lindenstraße 12 (Karte)                          | 1879      | Kath. Filialkirche Mariä Opferung, längsgerichteter Saalbau mit eingezogenem Chor und Dachreiter von 1879, 1977 und 1998 modernisiert, im Innern Kassettendecke, Chorfenster 1974 von Valentin Feuerstein entworfen. |    |
|      | Denkmal        | Lindenstraße 12 (bei) (Karte)                    |           | Denkmal |    |
|      | Bildstock      | Lindenstraße 22 (Karte)                          |           | Bildstock |    |
|      | Bildstock      | Lindenstraße (K 3913) (Karte)                    |           | Bildstock an der K 3913 (Lindenstraße) nach dem Ortsausgang von Gerolzahn in Richtung Glashofen. |    |
|      | Bildstock      | Lindenstraße (K 3913) (Karte)                    |           | Bildstock an der K 3913 (Lindenstraße) nach dem Ortsausgang von Gerolzahn in Richtung Glashofen. |    |
|      | Bildstock      | Lindenstraße (K 3913) (Karte)                    |           | Bildstock an der K 3913 (Lindenstraße) nach dem Ortsausgang von Gerolzahn in Richtung Glashofen. |    |
|      | Schulhaus      | Schloßgartenstraße 8 (Karte)                     | 1912      | Ehemaliges Schulhaus mit Lehrerwohnung, Hofraum und Garten von einem Holzzaun über Sockelmauerwerk umgrenzt; traufständiger, zweigeschossiger Putzbau mit Sandsteingliederungen, auf dem Walmdach breite Giebelgaube, über dem Schuleingang bezeichnet 1912; größtenteils originale Baudetails wie z.B. Fenster, Türen mit Rahmungen, das Treppenhaus mit Holztreppe und Wandbespannung, Terrazzo- und Holzböden usw. erhalten (Sachgesamtheit). | BW |
|      | Bildstock      | Tannenwald ((Forst-)Distrikt) / Totenweg (Karte) |           | Bildstock |    |

### Glashofen
Bau-, Kunst- und Kulturdenkmale in Glashofen (mit dem Dorf Glashofen und der Waldhufensiedlung Neusaß):
| Bild | Bezeichnung             | Lage                                            | Datierung | Beschreibung | ID |
| ---- | ----------------------- | ----------------------------------------------- | --------- | --- | -- |
|      | Kriegerdenkmal          | Gerolzahner Straße (Karte)                      |           | Kriegerdenkmal |    |
|      | Bildstock               | Gerolzahner Straße (Karte)                      |           | Bildstock |    |
|      | Wegkreuz                | Gerolzahner Straße (Karte)                      |           | Wegkreuz |    |
|      | Aschaffenburger Kapelle | L 518 (bei) (Karte)                             | 1656      | Aschaffenburger Kapelle, 1656, 1892, Mauerwerk, roter Sandstein, Holz, Ziegel, Sandsteinaltar, kleines, begehbares Gebäude, rechteckiger Grundriss, Satteldach, Rundfenster im Giebel, rechteckige Tür, Hl. Blut, Inschrift: (Altar) AVS GEMEINEM ANDAECHTIGEM / OPFER DERO VON VND VMB / ASHENBVRG HERKOMENDER / WALFAHRT WIDER AVFGEFVRT / A°1656 (Rundbogenfenster) Von der Marianischen Bürger=Sodalität Aschafenburg zur Ehre / Gottes und Seiner reinsten Mutter Maria neu wieder aufgebaut. / anno Domini / 1892; ZEEK-Nr. 6968-63-008. |    |
|      | Mainzer Kapelle         | L 518 (bei) (Karte)                             | 1715      | Mainzer Kapelle, 1715, z. T. Bruchsteinmauerwerk, roter Sandstein, Ziegel, Holz, Metalltür, kleines, begehbares Gebäude, rechteckiger Grundriss, Satteldach, Rundfenster, Rechtecktür, Altar, Hl. Blut (Gottvater mit Hl. Blut-Corporale), Inschrift: (Rundbogenfenster) Ich Ferdinand mardin bürger in meintz und meine ehlige haus frau AnnA / margaretha mardinin haben dieses kapellein bauen lassen zu eren / des heiligen Glutt christi und den Armen selen im Fegfeur zum Trost. // 1715; ZEEK-Nr. 6968-63-010.                         |    |
|      | Bildstock               | Mühlweg/Neusasser Straße (Karte)                |           | Bildstock |    |
|      | Wegkreuz                | Neusasser Straße (K 3913) (Karte)               |           | Wegkreuz an der Neusasser Straße (nach dem Ortsende von Glashofen als K 3913) in Richtung Wettersdorf. |    |
|      | Bildstock               | Neusasser Straße 1 (Karte)                      |           | Bildstock |    |
|      | Bildstock               | Neusasser Straße 2 (Karte)                      |           | Bildstock |    |
|      | Schul- und Rathaus      | Neusasser Straße 10 (Karte)                     | 1902      | Ehemaliges Schul- & Rathaus, heute Kindergarten, zweigeschossiger Sandsteinmassivbau, Bossensockel, Oberlichtportal, umlaufendes Geschossgesims, Fenstergiebelverdachung, Zahnfries unterhalb des Traufgesims, Walmdach, seitliche Freitreppe, originale Eingangstürblätter, Innenausstattung, im Grundstein 1902 bezeichnet. |    |
|      | Kriegerdenkmal          | Neusasser Straße 10 (bei) (Karte)               |           | Kriegerdenkmal |    |
|      | Wegkreuz                | Neusasser Straße 10 (bei) (Karte)               |           | Wegkreuz |    |
|      | St. Wendelin            | Neusasser Straße 13 (Karte)                     | 1920      | Kath. Kirche St. Wendelin, Saalkirche, Sandsteinbau, umlaufendes Gesims, Rundbogenfenster, Eingangsportal mit Architrav, Figurennischen mit Skulpturen, links Darstellung der Heiligen Rita, rechts St. Wendelin, Glockenturm verschiefert, erbaut 1920, Mauerreste einer möglicherweise ehemaligen Einfriedung. |    |
|      | Bildstock               | Neusasser Straße 13 (bei) (Karte)               |           | Bildstock |    |
|      | Bildstock               | Neusasser Straße 13 (bei) (Karte)               |           | Bildstock |    |
|      | Bildstock               | Neusasser Straße 13 (bei) (Karte)               |           | Bildstock |    |
|      | Bildstock               | Reinhardsachsener Straße 17 (Karte)             |           | Bildstock |    |
|      | Wegkreuz                | Reinhardsachsener Straße 19 (gegenüber) (Karte) |           | Wegkreuz |    |
|      | Kapelle                 | Reinhardsachsener Straße (Karte)                | 1843      | Marienkapelle, 1869/1843, roter Sandstein, Holz, kleines, begehbares Gebäude, rechteckiger Grundriss mit Rundbogengewölbe, zwei runde Fenster, rechteckige Tür, Holzaltar, Statue Herz Mariens, Inschrift: (Altarsockel) Hl. Maria bitt für uns, / die wir unsere Zuflucht zu dir nehmen. // 1869; ZEEK-Nr. 6968-63-022. |    |

### Gottersdorf
Bau-, Kunst- und Kulturdenkmale in Gottersdorf (mit dem Dorf Gottersdorf):
| Bild           | Bezeichnung       | Lage                      | Datierung | Beschreibung | ID |
| -------------- | ----------------- | ------------------------- | --------- | --- | -- |
|                | Hof Schüßler      | Hainbergweg 2             | 1725      | Hof Schüßler, heute aus Wohnhaus und Scheune und zugehörigem Hofraum mit Garten bestehend, das Wohnhaus 1725 dendrodatiert, ursprünglich ein Wohnstallhaus, das 1832-1855 zum reinen Wohnhaus umgebaut und erweitert wurde, Stallscheune 1832 dendrodatiert, verschiedene zugehörige Nebengebäude des sich zum Haufengehöft entwickelnden Anwesens ab 1975 abgerissen, Wohnhaus verputzte Fachwerkkonstruktion über massivem Erd- und Kellergeschoss mit Satteldach, der südliche Giebel verschindelt, im Innern originale Wandbemalungen und Ausstattungsteile, die Stallscheune unverputzte Fachwerkkonstruktion über Sandsteinmauerwerk, ebenfalls Satteldach (Sachgesamtheit). |    |
|                | Kapelle           | Hainbergweg 6 (gegenüber) | um 1850   | Kapelle, kleiner Massivbau mit rechteckigem Grundriss, roter Sandstein, verputzt, Satteldach, Holztür, Keramikstatuen (Kruzifix, Herz Jesu, Herz Mariens), Altar, ca. 1850; ZEEK-Nr. 6968-64-009. |    |
|                | Erasmuskapelle    | L 518 (bei)               | 1727      | Erasmuskapelle, früher Valentinskapelle, Putzbau über längsrechteckigem Grundriss und dreiseitigem Chorabschluss mit Satteldach, hochrechteckiger Eingang und 2 seitliche Fenster, bezeichnet auf dem Türsturz „ANNO / 1727 / ZV DER EHR / GOTTES HAT / VALENTINUS MÜSIG VND / MARGARETHA SEINER HAVSFRAV / BASTIAN MÜSIG HANS JÖRG MÜSIG Z SOHN / ZV REINHAT/SACHSEN DIESE CAPPEL / MACHEN / LASEN“, über dem Altarblock Kopien des Retabels mit Darstellungen aus dem Leben der Heiligen Stephanus, Valentinus, Laurentius und Erasmus, die Originale im Walldürner Wallfahrtsmuseum; ZEEK-Nr. 6968-67-024.                                                                      |    |
|                | Schüßlers Kapelle | L 518 (bei)               | 1819      | Schüßlers Kapelle, 1819, Sandsteinmauerwerk, rot/weiß gebändert, Satteldach, kleines, begehbares Gebäude, rechteckiger Grundriss, Satteldach, doppelflügelige Glasgittertür, schmaler Altar, im Innern Relief einer Pieta nach Riemenschneider, am Altar Relief der Muttergottes mit Kind, bezeichnet auf dem Schlussstein des hochrechteckigen Eingangs „MS/VG/1819“; ZEEK-Nr. 6968-64-008. |    |
| Weitere Bilder | St. Michael       | Rathausplatz 6 (Karte)    | 1752      | Kath. Filialkirche St. Michael mit ummauertem ehemaligen Friedhof und Gefallenendenkmal und zwei Sandsteinkreuzen; die Kirche 1921 an Stelle der ehemaligen Kapelle St. Josef von 1752 mit älteren Einzelbauteilen nach Plänen des erzbischöflichen Bauinspektors Strobl im neobarocken Stil errichtet, besonders bemerkenswert die Skulptur der Muttergottes aus dem frühen 16. Jahrhundert, das Deckengemälde des Kunstmalers Josef Wagenschwender von 1826 mit der Darstellung des Kampfes des Erzengel Michael gegen Ezechiel 2001 rekonstruiert (Sachgesamtheit mit Gefallenendenkmal und zwei Steinkreuzen des 15./16. Jh.).                                                 |    |
|                | Bildstock         |                           |           | Bildstock |    |

### Hornbach
Bau-, Kunst- und Kulturdenkmale in Hornbach (mit den Dörfern Großhornbach und Kleinhornbach):
| Bild | Bezeichnung        | Lage                           | Datierung | Beschreibung | ID |
| ---- | ------------------ | ------------------------------ | --------- | --- | -- |
|      | Wasserhochbehälter | Hambrunner Straße 12 A (Karte) | 1900      | Wasserhochbehälter, Sandsteinfassade, bezeichnet 1900, zwei schattenspendende Kastanien. |    |
|      | St. Valentin       | Kirchenstraße 22 (Karte)       | 1780      | Katholische Kirche St. Valentin, erbaut 1921 in neuromanischen Formen mit stattlicher Ummauerung, Treppen und Brunnenanlage (innen spätbarocke Ausstattung), Türsturz unterhalb des Eingangs datiert 1780, Figurennische über Portal mit Skulptur des heiligen Valentin. |    |
|      | Schul- und Rathaus | Kirchenstraße 24 (Karte)       | 1930      | Ehemaliges Schul- und Rathaus, erbaut 1930, dreigeschossiger Sandsteinbau mit Walmdach und Zwerchgiebel, Rundbogentor, Einfriedung, seitliche Freitreppe. |    |

### Kaltenbrunn
Bau-, Kunst- und Kulturdenkmale in Kaltenbrunn (mit dem Dorf Kaltenbrunn und dem Wohnplatz Spritzenmühle):
| Bild | Bezeichnung | Lage                                           | Datierung | Beschreibung | ID |
| ---- | ----------- | ---------------------------------------------- | --------- | --- | -- |
|      | Bildstock   | Jägerstraße 1/Mühlenstraße (Karte)             |           | Bildstock an der Ecke Jägerstraße 1/Mühlenstraße.                                                                                  |    |
|      | Bildstock   | Jägerstraße 1/Mühlenstraße (gegenüber) (Karte) |           | Bildstock an der Ecke Jägerstraße 1/Mühlenstraße (nach dem Ortsausgang als K 3914).                                                |    |
|      | Bildstock   | Jägerstraße 2 (Karte)                          |           | Bildstock an der Jägerstraße. |    |
|      | Bildstock   | Jägerstraße (bei) (Karte)                      |           | Bildstock an der Jägerstraße nach dem Ortsende von Kaltenbrunn in Richtung Wettersdorf.                                            |    |
|      | Wegkreuz    | Mühlenstraße (Karte)                           |           | Wegkreuz an der Mühlenstraße. |    |
|      | Bildstock   | Mühlenstraße (K 3914) (bei) (Karte)            |           | Bildstock an der K 3914 nach dem Ortsende von Kaltenbrunn (wo diese als Mühlenstraße bezeichnet wird) in Richtung Reinhardsachsen. |    |
|      | Wegkreuz    | Steingasse (Karte)                             |           | Wegkreuz an der Steingasse. |    |

### Reinhardsachsen
Bau-, Kunst- und Kulturdenkmale in Reinhardsachsen (mit dem Dorf Reinhardsachsen):
| Bild           | Bezeichnung | Lage                                           | Datierung | Beschreibung | ID                       |
| -------------- | ----------- | ---------------------------------------------- | --------- | --- | ------------------------ |
|                | Bildstock   | Am Kaltenbach 3a (gegenüber) (Karte)           |           | Bildstock. Der erste von zwei Bildstöcken an dieser Stelle, an einem Fußpfad in Richtung Jakobuskirche.                                                |                          |
|                | Bildstock   | Am Kaltenbach 3a (gegenüber) (Karte)           |           | Bildstock. Der zweite von zwei Bildstöcken an dieser Stelle, an einem Fußpfad in Richtung Jakobuskirche.                                               |                          |
|                | Bildstock   | Am Kaltenbach 8 (Karte)                        |           | Bildstock |                          |
|                | Bildstock   | Bergstraße 6 (gegenüber) (Karte)               |           | Bildstock |                          |
|                | Bildstock   | Bergstraße 12 (gegenüber) (Karte)              |           | Bildstock |                          |
|                | Bildstock   | Bergstraße (Karte)                             |           | Bildstock, an der Bergstraße, nach dem Ortsausgang von Reinhardsachsen kurz vor der Erholungssiedlung Madonnenländchen                                 |                          |
|                | Bildstock   | Eckäcker (Gewann) (Karte)                      |           | Bildstock |                          |
|                | Wegkreuz    | Haselburgstraße 1 (K 3914) (Karte)             |           | Wegkreuz |                          |
|                | Bildstock   | Haselburgstraße 3-5 (K 3914) (Karte)           |           | Bildstock |                          |
|                | Wegkreuz    | Haselburgstraße 4 (K 3914) (Karte)             |           | Wegkreuz |                          |
|                | Bildstock   | Haselburgstraße 5 (K 3914) (gegenüber) (Karte) |           | Bildstock |                          |
|                | Bildstock   | Haselburgstraße 6 (K 3914) (Karte)             |           | Bildstock |                          |
|                | Bildstock   | K 3914 (bei) (Karte)                           |           | Bildstock an der K 3914, nach dem Ortsende in Richtung Kaltenbrunn.                                                                                    |                          |
|                | Bildstock   | K 3914 (bei) (Karte)                           |           | Bildstock an der K 3914, nach dem Ortsende in Richtung Gerolzahn, kurz vor dem Kleinkastell Haselburg                                                  |                          |
|                | Bildstock   | Schwarzbauerstraße 1 (Karte)                   |           | Bildstock |                          |
| Weitere Bilder | St. Jakob   | Schwarzbauerstraße 3 (Karte)                   | 1725–1726 | Katholische Filialkirche St. Jakob, mit ummauertem ehemaligen Friedhof, Sandsteinbau, Glockenturm mit Uhr, am Portal bezeichnet 1726 (Sachgesamtheit). | Wikidata-Objekt anzeigen |
|                | Wegkreuz    | Schwarzbauerstraße 3 (Karte)                   |           | Wegkreuz |                          |
|                | Bildstock   | Schwarzbauerstraße (Karte)                     |           | Bildstock |                          |

### Rippberg
Bau-, Kunst- und Kulturdenkmale in Rippberg (mit dem Dorf Rippberg, der Siedlung Waldfrieden und dem Wohnplatz Linkenmühle):
| Bild           | Bezeichnung   | Lage                         | Datierung | Beschreibung | ID                       |
| -------------- | ------------- | ---------------------------- | --------- | --- | ------------------------ |
| Weitere Bilder | St. Sebastian | Amorbacher Straße 16 (Karte) | 19. Jh.   | Katholische Pfarrkirche St. Sebastian, neogotischer Werksteinbau mit Westturmfassade, Statue des Hl. Sebastian über dem Westportal, bezeichnet 1906, Treppenanlage und Einfriedung.                                                                                   | Wikidata-Objekt anzeigen |
|                | Kapelle       | Friedhofweg 3 (Karte)        | 1591      | Friedhofskapelle (ehemalige katholische Pfarrkirche St. Sebastian), einschiffiger Bau mit Polygonalchor und Dachreiter, qualitätvolle Ausstattung, bezeichnet an der Westpforte 1591, Mauer; siehe Sachgesamtheit katholische Pfarrkirche St. Sebastian mit Kirchhof. | BW                       |

### Wettersdorf
Bau-, Kunst- und Kulturdenkmale in Wettersdorf (mit dem Dorf Wettersdorf):
| Bild | Bezeichnung | Lage                     | Datierung | Beschreibung | ID |
| ---- | ----------- | ------------------------ | --------- | --- | -- |
|      | St. Maria   | Kirchenweg 4 (Karte)     | 1953–1954 | Kath. Kirche St. Maria, 1953/54 erbaut, gestufte Saalkirche mit vorgestelltem Westturm und südl. angebauter Sakristei, Stahlbeton, teils mit rotem Sandstein verkleidet.                                                                                   |    |
|      | Schulhaus   | Odenwaldstraße 4 (Karte) | 1922      | Ehem. Schule, 1922 mit Nebengebäude errichtet, heute Lichtermuseum, zweigeschossiger Putzbau unter Walmdach mit Sandsteingliederungen, charakteristisch zwei Zugänge zu den Klassenräumen und zur Lehrerwohnung; Nebengebäude substantiell stark erneuert. |    |